# فناوری انرژی
فناوری انرژی (به انگلیسی: Energy technology) یک علم مهندسی میان رشته‌ای است که به بحث از استخراج، تبدیل، ترابری، ذخیره‌سازی و کاربرد انرژی به صورت کارآمد، ایمن، سازگار با محیط زیست و مقرون به صرفه می‌پردازد و هدف آن دستیابی به کارآمدی بالاست در همانحال که از عوارض جانبی آن بر روی انسان، طبیعت و محیط زیست اجتناب می‌کند.
برای افراد، انرژی نیازی شدید است و به عنوان منبعی کمیاب علت اساسی تنازع‌های سیاسی و جنگ‌ها بوده‌است. جمع‌آوری امنابع انرژی و استفاده از آن‌ها می‌تواند برای اکوسیستم‌های محلی مضر باشد و ممکن است دارای پیامدهایی جهانی باشد.

## حوزه‌های میان رشته‌ای
فناوری انرژی به عنوان یک علم میان رشته‌ای با بسیاری از حوزه‌های میان رشته‌ای به شیوه‌های گوناگون و همپوشان، مرتبط می‌باشد.
- فیزیک، از جهت ترمودینامیک و فیزیک هسته‌ای * شیمی، از جهت سوخت، احتراق، آلودگی هوا، گاز دودکش، فناوری باتری و سلول‌های سوختی
- مهندسی برق
- مهندسی اغلب برای ماشین‌های انرژی مایع مثل موتورهای احتراق، توربین‌ها، پمپ‌ها و کمپرسورها
- جغرافیااز جهت انرژی زمین گرمایی و کاوش منابع
- استخراج از معادن برای پتروشیمی و سوخت‌های فسیلی
- کشاورزی و جنگلداری از جهت منابع انرژی تجدید پذیر * هواشناسی برای انرژی بادی و خورشیدی
- آب و آبراهه‌ها برای انرژی آبی
- مدیریت زباله از جهت تاثیرهای زیست محیطی
- حمل و نقل برای سیستم‌های حمل و نقلی که در مصرف انرژی صرفه جویی می‌کنند
- مطالعه‌های زیست محیطی برای بررسی تاثیراستفاده از انرژی و تولید آن بر روی محیط زیست، طبیعت و تغییرهای آب و هوایی
- (فناوری روشنایی) برای طراحی داخلی و خارجی طبیعی و مصنوعی، تاسیس‌هایی و ضرفه جویی در مصرف انرژی
- (تجزیه و تحلیل هزینه/مزایای انرژی) برای بازگشت سرمایه به صورت آسان و هزینهٔ چرخهٔ عمر مربوط به پیشنهادهایی در زمینهٔ اقدام‌هایی مربوط به بهره‌وری انرژی و حفظ آن

## مهندسی برق

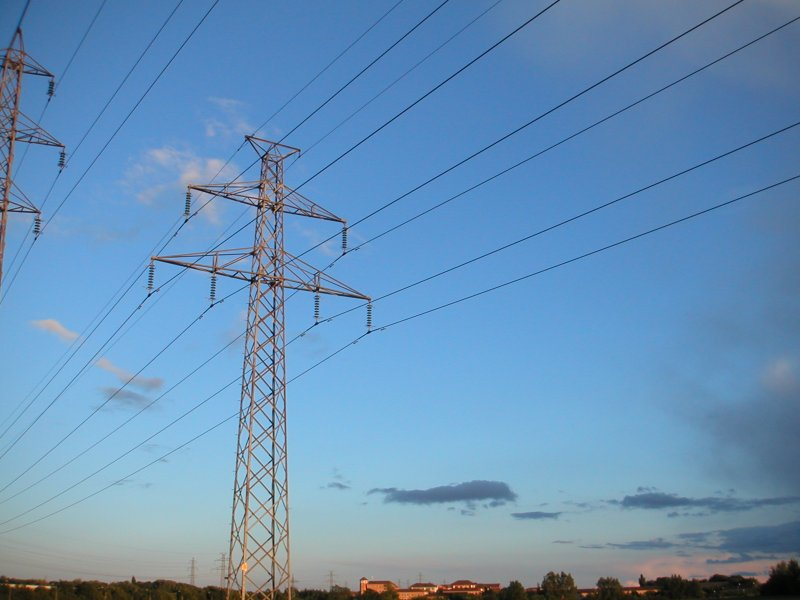

مهندسی برق به بحث در مورد تولید و استفاده از انرژی الکتریکی می‌پردازد که می‌تواند شامل بررسی ماشین‌هایی مانند ژنراتورها، موتورهای الکتریکی و ترانسفرماتورها باشد. زیرساخت شامل پستهای برق و ایستگاه‌های ترانسفورماتور، خطوط برق و کابل برق می‌باشد. مدیریت بار و مدیریت برق شبکه‌ها نوسان معناداری از جهت بازده کلی انرژی دارد. گرمای الکتریکی نیز به‌طور گسترده مود استفاده و تحقیق قرار می‌گیرد.

## ترمودینامیک
ترمودینامیک به بحث از قوانین بنیادی تبدیل انرژی می‌پردازد و از فیزیک نظری مشتق می‌شود.

## انرژی گرمایی و شیمیایی

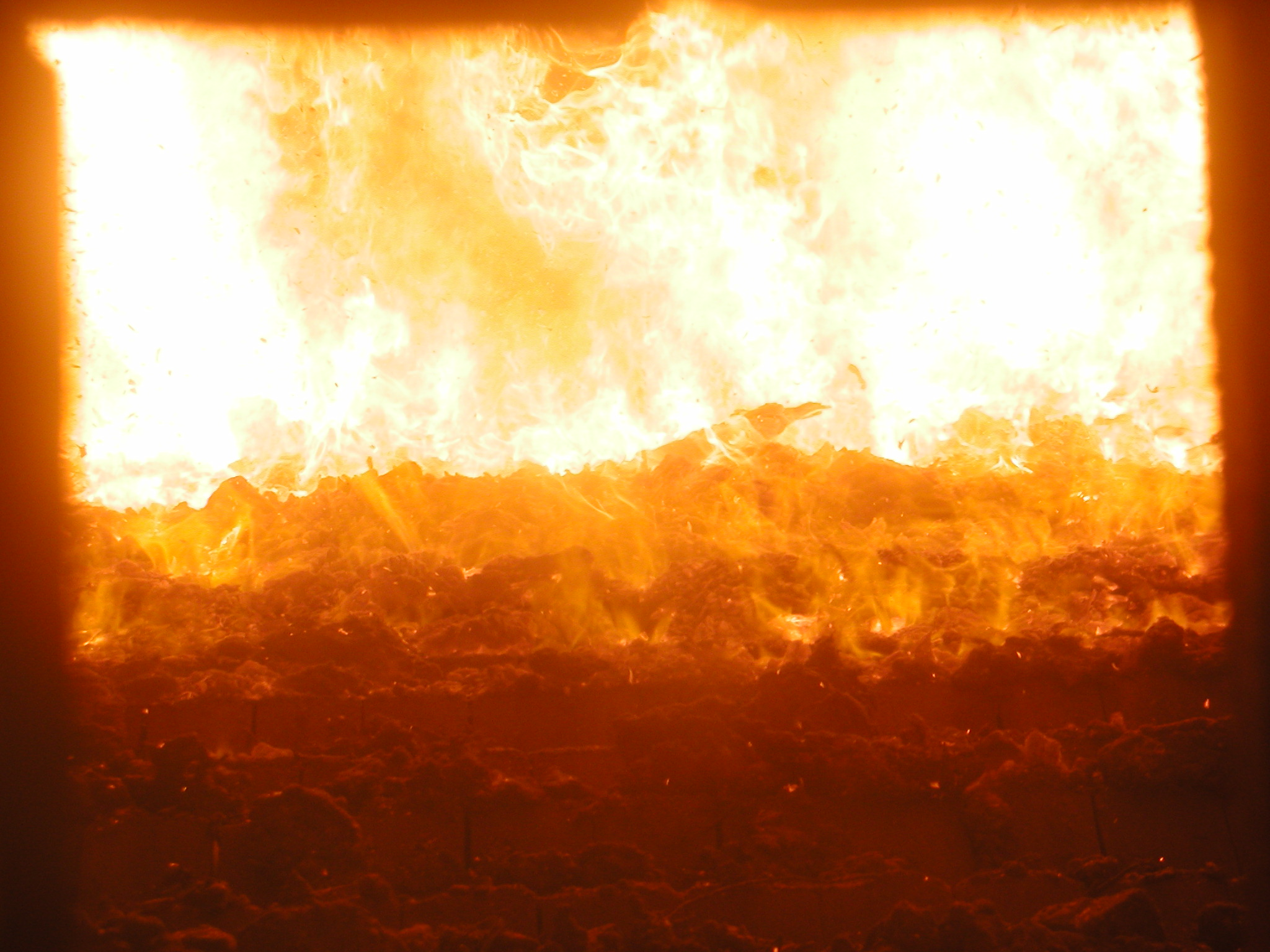

انرژی گرمایی و شیمیایی با شیمی و مطالعه‌های زیست محیطی در هم تنیده هستند. احتراق با مشعل‌ها و همهٔ انواع موتورهای شیمیایی، بخاری‌ها و زباله سوزها، همراه با بازدهی انرژی آنها، آلودگی و ایمنی عملیاتی سروکار دارد.
هدف از فناوری تصفیه سازی گاز اگزوز، کم کردن آلودگی هوا از طریق روش‌های گوناگون پاکیزه سازی مکانیکی، گرمایی و شیمیایی است. فناوری کنترل انتشار، یک حوزهٔ فرآوری و مهندسی شیمی است. فناوری دیگ بخار که مربوط به طراحی، سازه و بهره‌برداری از دیگ‌های بخار و توربین هاست (در تولید برق هسته‌ای نیز به کار می‌رود، مطلب زیر را ببینید)، از مکانیک کاربردی و مهندسی مواد مشتق شده‌است.
تبدیل انرژی با موتورهای احتراق داخلی، توربین‌ها، پمپ‌ها، پنکه‌ها و غیره سر و کار دارد که برای حمل و نقل، انرژی مکانیکی و وتولید برق مورد استفاده قرار می‌گیرند. بارهای گرمایی و شیمیایی زیاد نگرانی‌هایی را در زمینهٔ ایمنی عملیاتی ایجاد می‌کند که در بسیاری از شاخه‌های علوم مهندسی کاربردی در مورد آن بحث می‌شود.

## انرژی هسته‌ای

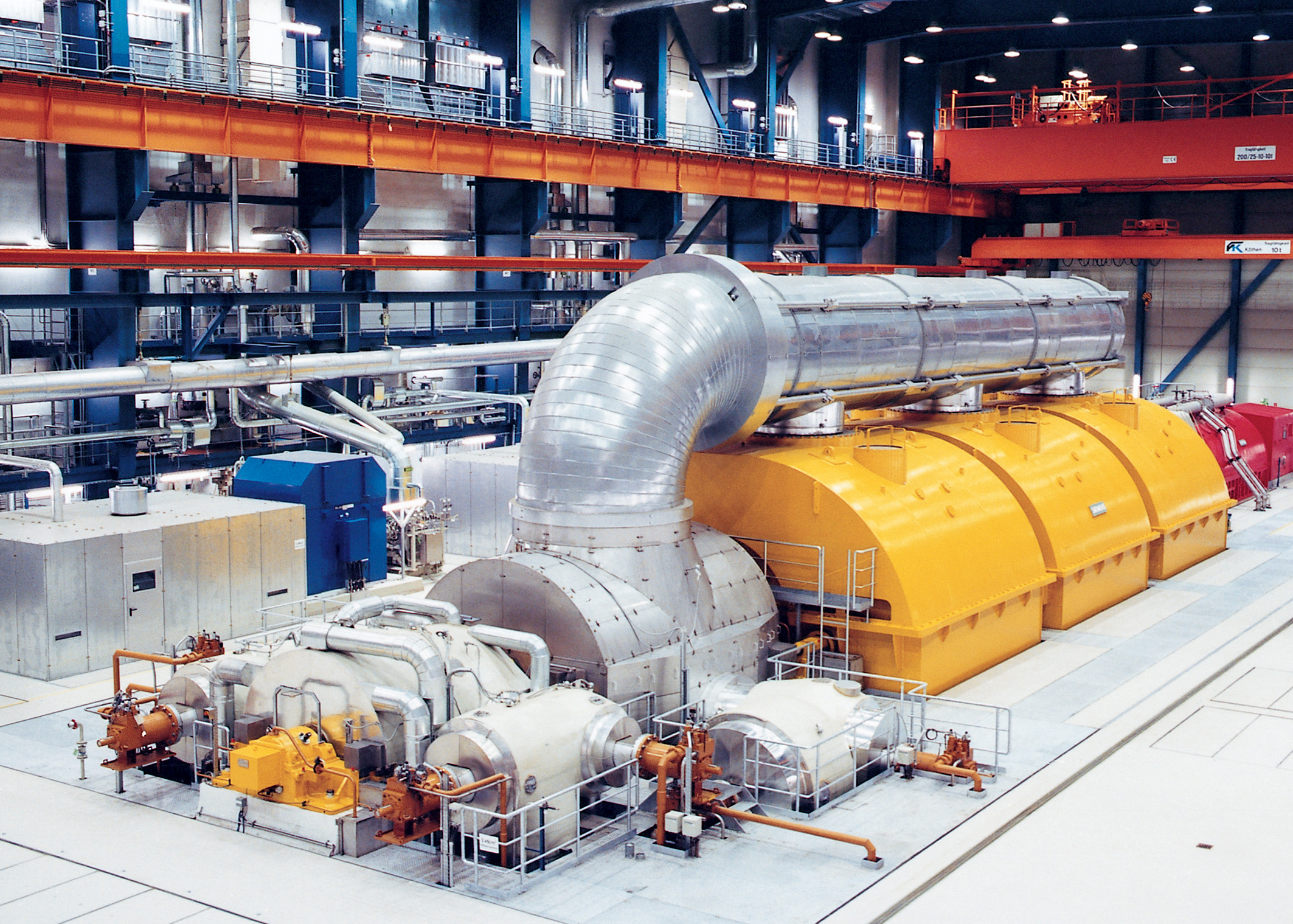

فناوری هسته‌ای که به بحث از تولید برق هسته‌ای از رآکتورهای هسته‌ای در کنار فرآوری سوخت هسته‌ای و دفع زباله‌های رادیواکتیو می‌پردازد، از فیزیک هسته‌ای کاربردی، شیمی هسته‌ای و علم رادیاسیون مشتق می‌شود.
تولید برق هسته‌ای در بسیاری از کشورها در طی چندین دهه از لحاظ سیاسی محل اختلاف نظر بوده‌است، اما انرژی الکتریکی که از طریق شکافت هسته‌ای تولید می‌شود دارای اهمیت جهانی است. امیدواری‌های زیادی وجود دارد که یک روز فناوری‌های شکافت جایگزین اغلب رآکتورها شکافت خواهند شد، با اینحال این امر هنوز یک حوزهٔ پژوهشی در فیزیک هسته‌ای است.

## انرژی تجدید پذیر

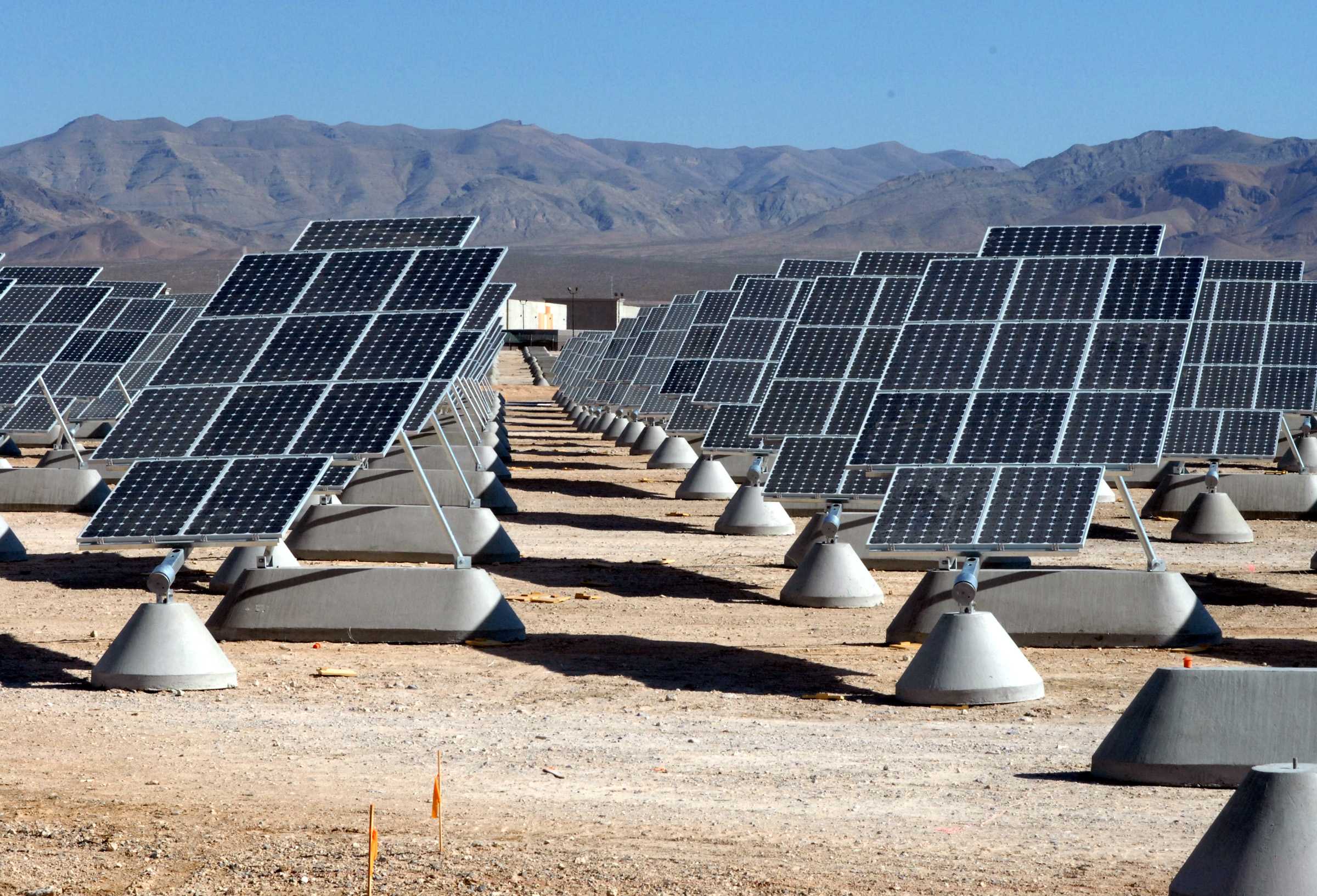

### انرژی خورشیدی
- برق فوتوولتاییک از طریق سلول‌های خورشیدی، الکتریسیته را از تابش خورشید می‌گیرد، یا در محل یا در کارخانه‌های بزرگ برق فوتوولتاییک و از فناوری نیمه هادی استفاده می‌کند.
- گرمای خورشیدی با به کارگیری پانل‌های خورشیدی به دست می‌آید که گرمای نور خورشید را برای گرم کردن ساختمان‌ها و آب جمع می‌کند.
- برق گرمایی خورشیدی الکتریسیته را با تبدیل گرمای خورشیدی تولید می‌کند.

### انرژی بادی

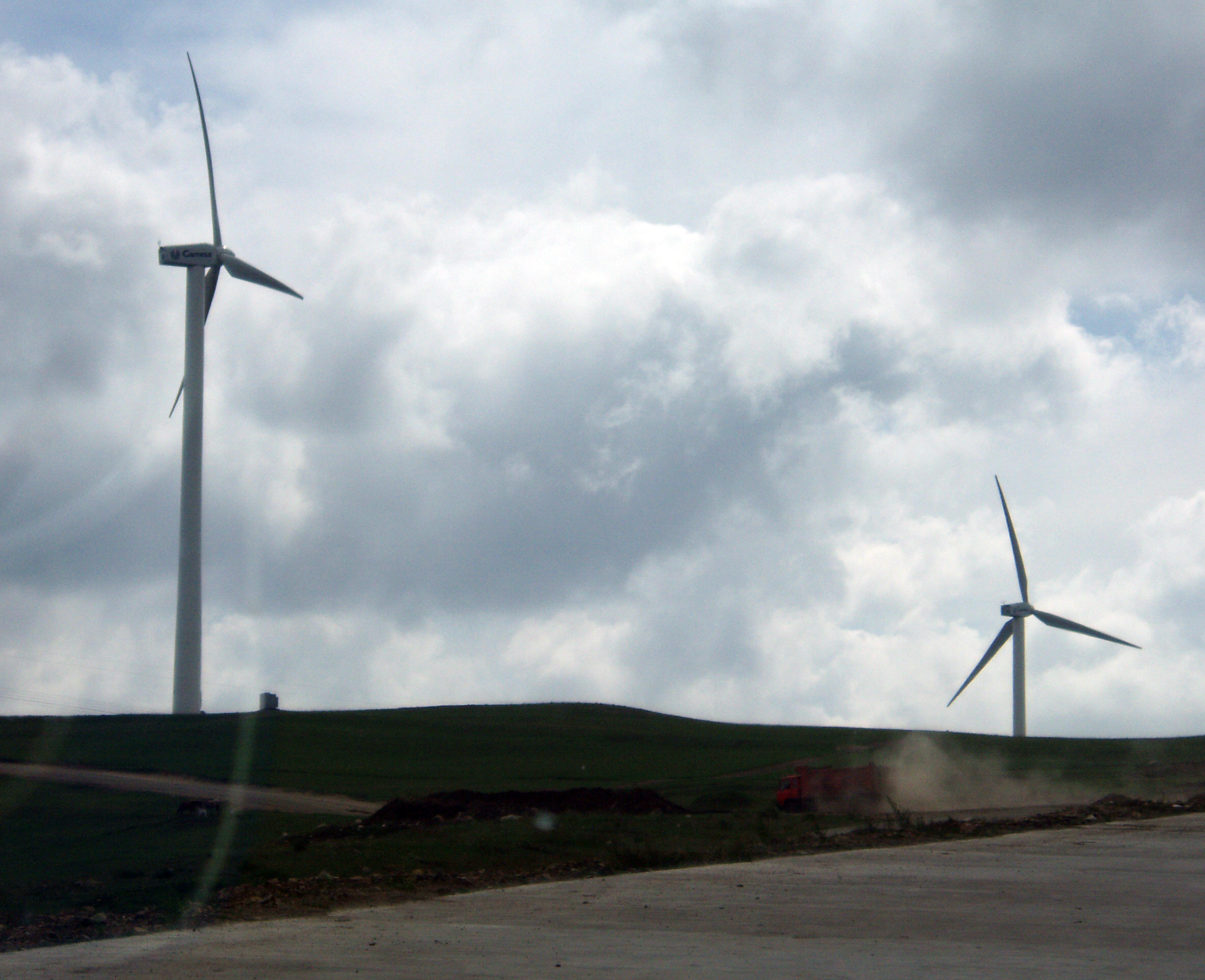

توربین‌های بادی انرژی را از جریان‌های‌های جوی می‌گیرند و طراحی آن‌ها با استفاده از آیرودینامیک و دانش مربوط به مهندسی مکانیک و مهندسی الکترونیک صورت می‌گیرد.

### انرژی زمین گرمایی
انرژی زمین گرمایی در جایی که امکان آن باشد، برای گرم کردن و تولید الکتریسیته مورد استفاده قرار می‌گیرد.

### انرژی آبی

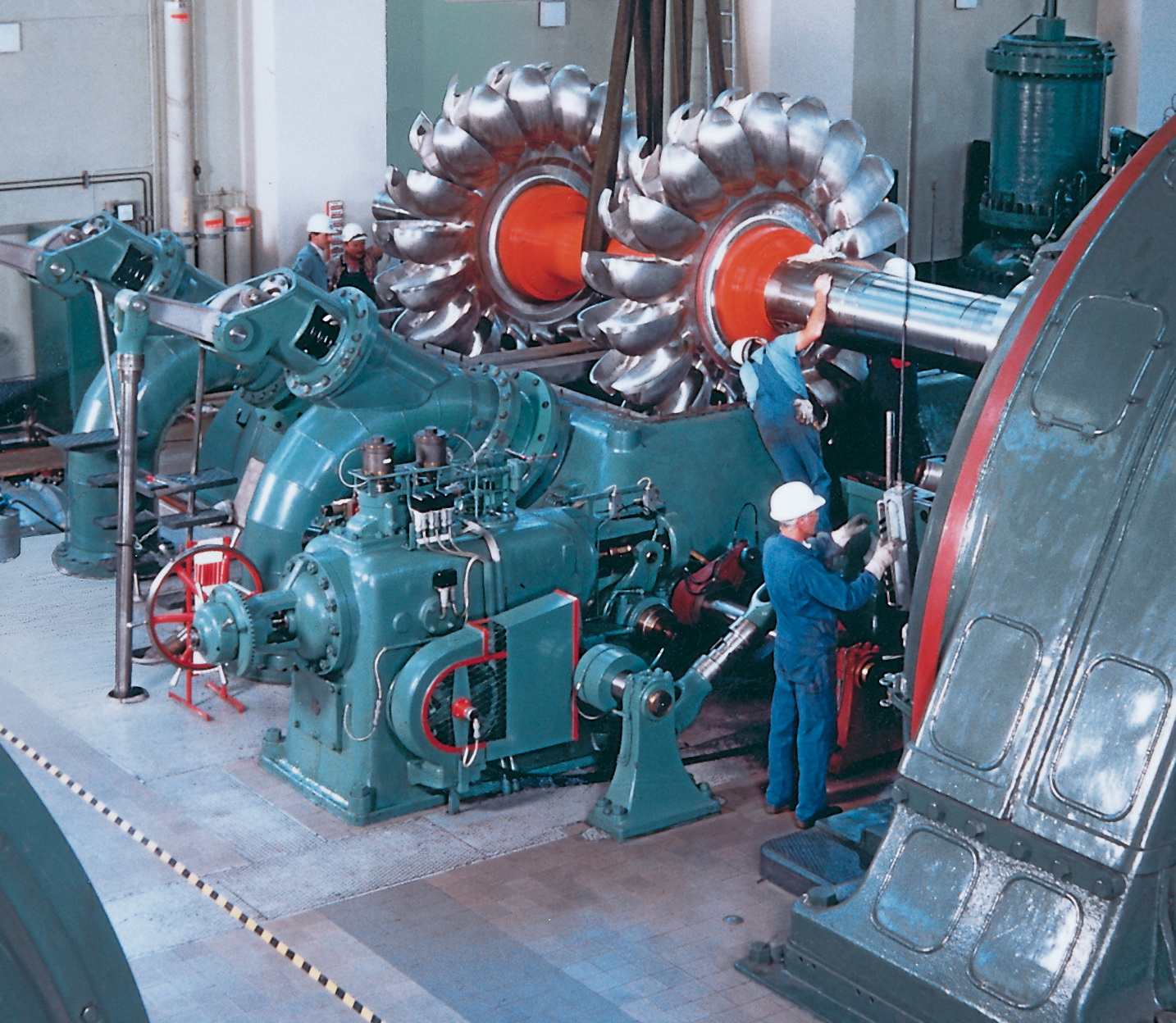

انرژی آبی، انرژی مکانیکی را از رودخانه‌ها، امواج اقیانوس و جزر و مدها می‌گیرد. مهندسی عمران برای بررسی و ساخت سدها، تونل‌ها، آبراهه‌ها و مدیریت منابع ساحلی به کمک هیدرولوژی و زمین‌شناسی، به کار می‌رود. یک توربین آبی با سرعت کم که با جریان آب می‌چرخد می‌تواند برق یک ژنراتور الکتریکی را برای تولید برق تأمین کند.

### بیوانرژی
بیوانرژی به بحث از گردآوری، فرآوری و استفاده از زیست توده‌هایی می‌پردازد که در تولید بیولوژیکی، کشاورزی و جنگلداری پرورش می یاد و نیروگاه‌ها می‌توانند از آن‌ها سوخت خود را تأمین کنند. اتانول، متانول (هردو بحث بر انگیز) یا هیدروژن برای سلول‌های سوختی را می‌توان به کمک این فناوری‌ها به دست آورد و برای تولید الکتریسیته به کار برد.

### فناوری‌های تواناساز
پمپ‌های حرارتی و ذخیره‌سازی انرژی گرمایی دسته‌ای از فناوری‌ها هستند که می‌توانند بهره‌وری از منابع انرژی تجدید پذیر را ممکن سازند که در غیر اینصورت به دلیل دمای بسیار کم برای استفاده یا تاخیر زمانی، هنگامی که انرژی در دسترس است و زمانی که انرژی مورد نیاز می‌باشد، غیرقابل دسترس می‌بودند. مادامی که افزایش دمای انرژی حرارتی تجدید پذیر موجود انجام می‌گیرد، پمپ‌های حرارتی این ویژگی دیگر را نیز دارند که از انرژی الکتریکی (یا در پاره‌ای از موارد انرژی مکانیکی یا گرمایی) با به کارگیری آن برای دستیابی به انرژی اضافه از منبعی که کیفیت پایینی دارد (مانند آب دریا، آب دریاچه، زمین، هوا یا گرمای زباله طی یک فرایند) به بهترین وجهی استفاده کنند.
فناوری‌های ذخیره‌سازی حرارتی این امکان را فراهم می‌کنند که گرما یا سرما برای مدت زمان چند ساعت یا یک شب تا مدت زمانی برابر چند فصل ذخیره شود و می‌تواند شامل ذخیره‌سازی انرژی محسوس (یعنی، با تغییر دمای یک واسطه) یا انرژی نهفته (یعنی، از طریق تغییرات فاز یک واسطه مانند آب و یخ آب یا یخ) باشد. ذخیره‌سازی‌های گرمایی کوتاه مدت را می‌توان برای کاستن از میزان حرارت مرکزی در زمان اوج مصرف یا سیستم‌های توزیع برق استفاده کرد.
منابع انرژی جایگزین که می‌توان آن‌ها را فعال کرد شامل انرژی طبیعی (مثلاً جمع‌آوری با جمع‌کننده‌های گرمایی خورشیدی، یا برج‌های خنک کنندهٔ خشک که برای جمع‌آوری سرمای زمستان استفاده می‌شود)، انرژی حاصل از زباله (مثلاً از تجهیزات HVAC، فرایندهای صنعنی یا نیروگاه‌ها) یا انرژی مازاد (مثلاً به‌طور فصلی از پروژه‌های انرژی آبی یا به‌طور متناوب از مزارع بادی) می‌باشد. Drake Landing Solar Community (آلبرتا، کانادا) شهری ایستاده با انرژی خورشیدی در این مورد نمونه‌ای روشنگر است. ذخیر سازی انرژی حرارتی بورهول به این شهر امکان می‌دهد که ۹۷٪ گرمای سالانهٔ خود را از گردآورنده‌های خورشیدی تعبیه شده بر سقف‌های گاراژ تهیه کند که بخش اعظم این گرما در تابستان گردآوری می‌شود. انواع انبارهای انرژی محسوس شامل مخازن عایق، کلاسترهای بورهول بسترهای شنی گرفته تا سنگ بستر، سفره‌های آب عمیق یا چاله‌های کم عمق که بالای آن‌ها عایق است، می‌باشد. برخی از انواع انبارها قابلیت ذخیره‌سازی گرما یا سرما را در فصل‌های مخالف دارند (به خصوص اگر خیلی بزرگ باشند) و پاره‌ای از استفاده‌هایی که از انبارها می‌شود نیازمند گنجاندن یک پمپ حرارتی است. گرمای نهفته نوعاً در مخازن یخ یا آنچه که مواد تغییر فاز دهنده نامیده می‌شود (PCMs)، ذخیره می‌شود.